# Sous le même toit
Sous le même toit (bra: Debaixo do Mesmo Teto; prt: Debaixo do Mesmo Tecto) é um filme de comédia francesa de 2017 dirigido por Dominique Farrugia.

## Sinopse
Delphine e Yvan se divorciam. Embora sua situação financeira não o permita encontrar um lar, Yvan lembra que é dono de 20% da casa de sua ex-mulher. Ele então voltou a morar com Delphine, em seus 20%. Os dois ex vão descobrir as alegrias de companheiros de casa forçados.

## Elenco
- Louise Bourgoin como Delphine Parisot
- Gilles Lellouche como Yvan Hazan
- Adèle Castillon como Violette Hazan
- Kolia Abiteboul como Lucas Hazan
- Marilou Berry como Melissa
- Manu Payet como Nico
- Julien Boisselier como William
- Marie-Anne Chazel
- Nicole Calfan
- Katia Tchenko como Chantal
- Lionel Abelanski
- Dominique Farrugia
- Claire-Lise Lecerf como Auore